# Џопа (Илиноис)
Џопа (енгл. Joppa) град је у америчкој савезној држави Илиноис.

## Демографија
По попису из 2010. године број становника је 360, што је 49 (-12,0%) становника мање него 2000. године.
| Група             | 2000.       | 2010.       |
| Белци             | 356 (87,0%) | 309 (85,8%) |
| Афроамериканци    | 31 (7,6%)   | 31 (8,6%)   |
| Азијати           | 0 (0,0%)    | 0 (0,0%)    |
| Хиспаноамериканци | 10 (2,4%)   | 12 (3,3%)   |
| Укупно            | 409         | 360         |